# Murex acanthostephes
Murex acanthostephes is een slakkensoort uit de familie van de Muricidae. De wetenschappelijke naam van de soort werd voor het eerst geldig gepubliceerd in 1883 door Watson.